# Trichostetha fascicularis
Trichostetha fascicularis är en skalbaggsart som beskrevs av Carl von Linné 1767. Trichostetha fascicularis ingår i släktet Trichostetha och familjen Cetoniidae.

## Underarter
Arten delas in i följande underarter:
- T. f. prunipennis
- T. f. nigripennis
- T. f. maraisi